# Wiskundige economie
Wiskundige economie verwijst naar de toepassing van wiskundige methoden om economische theorieën weer te geven en problemen in de economie te analyseren.
Wiskunde staat economen toe om zinvolle, toetsbare proposities te formuleren over vele uiteenlopende en complexe onderwerpen, die op informele wijze niet op adequate wijze kunnen worden uitgedrukt. Verder staat de taal van de wiskunde economen toe om heldere, specifieke, positieve beweringen te maken over controversiële of contentierijke onderwerpen, wat onmogelijk zou zijn zonder een beroep op de wiskunde. Een groot deel van de economische theorie wordt op dit moment gepresenteerd in termen van wiskundige economische modellen, een reeks van gestileerde en vereenvoudigde wiskundige relaties die de onderliggende vooronderstellingen en implicaties verduidelijken.
Formele economische modellering begon in de late 19e eeuw met het gebruik van differentiaalrekening om te helpen bij het beschrijven en voorspellen van economisch gedrag. In de eerste helft van de 20e eeuw werd de economie geleidelijk steeds meer een wiskundige discipline, maar pas na de Tweede Wereldoorlog lieten nieuwe technieken het gebruik van wiskundige formuleringen in bijna de gehele economie toe.

## Moderne wiskundige economie
Vanaf de late jaren 1930 werd een reeks van nieuwe wiskundige hulpmiddelen uit de differentiaalrekening en differentiaalvergelijkingen, convexe verzamelingen en de grafentheorie ingezet om de economische theorie op een manier vooruit te helpen, die vergelijkbaar was met de nieuwe wiskundige methoden die eerder in de natuurkunde waren toegepast. Dit proces werd later beschreven als een beweging weg van de mechanica naar de axiomatica.

### Differentiaalrekening
Vilfredo Pareto analyseerde de micro-economie door beslissingen van economische actoren te behandelen als pogingen om een gegeven allocatie van de goederen te veranderen in een andere allocatie, die de voorkeur van de economische agent heeft. Verzamelingen van allocaties konden dan worden behandeld als zijnde Pareto-efficiënt. (Pareto-optimaliteit is een gelijkwaardige term) wanneer er geen uitwisseling tussen actoren kan plaatsvinden die ten minste één individu beter af zou maken zonder dat een enkele andere persoon slechter af zou raken. Pareto's bewijs wordt vaak verward met een Walrasiaans evenwicht of zelfs informeel toegeschreven aan Adam Smiths onzichtbare hand hypothese.
In zijn historische verhandeling Foundations of Economic Analysis (1947), identificeerde Paul Samuelson een gemeenschappelijk paradigma en gemeenschappelijke wiskundige structuur in meerdere velden in het onderwerp. Hij bouwde voort op eerder werk van Alfred Marshall. Foundations leende wiskundige concepten uit de natuurkunde en paste deze toe op economische problemen. Deze brede kijk (bijvoorbeeld het vergelijken van het principe van Le Chatelier met de Walrasiaanse tâtonnement) drijft het fundamentele uitgangspunt van de wiskundige economie: systemen van economische actoren kunnen worden gemodelleerd en hun gedrag kan net als elk ander systeem worden beschreven. Deze uitbreiding volgde op het werk van de marginalisten in de vorige eeuw. Hun werk werd nog aanzienlijk uitgebreid. Samuelson benaderde de problemen van de toepassing van individuele nutsmaximalisatie op geaggregeerde groepen door gebruik te maken van de comparatieve statica. Deze wetenschap vergelijkt twee verschillende evenwichtstoestanden na een exogene verandering in een variabele. Deze en andere methoden in het boek legden de basis voor de wiskundige economie van de tweede helft van de 20e eeuw.

### Lineaire modellen
Beperkte modellen van algemeen evenwicht werden door John von Neumann in 1937 opgesteld. In tegenstelling tot eerdere versies bevatten de modellen van Von Neumann ongelijkheidsrestricties. Voor zijn model van een groeiende economie bewees von Neumann het bestaan en de uniciteit van een evenwicht door gebruik te maken van zijn veralgemening van de dekpuntstelling van Brouwer.

#### Lineaire optimalisatie
Lineaire programmering werd tijdens de jaren 1930 in de Sovjet-Unie en in de jaren 1940 in de Verenigde Staten ontwikkeld om de toewijzing van middelen aan bedrijven en industrieën te helpen. Tijdens de Berlijnse luchtbrug in 1948 werd lineaire programmering ingezet om de verzending van goederen naar Berlijn te optimaliseren om zo te voorkomen dat Berlijn na de Sovjet-blokkade zou verhongeren.

#### Variatierekening en optimale controle
Economische dynamica staat veranderingen toe over de economische variabelen in de tijd, daaronder ook dynamische systemen. Het probleem van het vinden van optimale functies voor deze veranderingen wordt in de variatierekening en in de optimale controletheorie bestudeerd. Voor de Tweede Wereldoorlog gebruikten Frank Ramsey en Harold Hotelling de variatierekening voor dit doel.

## Verwiskundiging van de economie

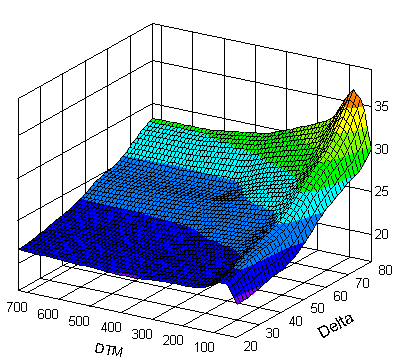
Het oppervlak van de "volatiliteitsglimlach" is een 3-D oppervlak, waarbij de huidige door de markt geïmpliceerde volatiliteit (Z-as) voor alle opties van de onderliggende waarde wordt geplot tegen de uitoefenprijs en de looptijd (X & Y-as).

In de loop van de 20e eeuw werden de artikelen in de "kerntijdschriften" in de economie bijna uitsluitend door academische economen geschreven. Als gevolg daarvan had veel van het in die tijdschriften gepubliceerde materiaal betrekking op de economische theorie, en is de "economische theorie zelf steeds abstracter en wiskundiger geworden."
Een subjectieve beoordeling van de wiskundige technieken, die in de deze kerntijdschriften worden toegepast, laat een daling van het aantal artikelen zien, die noch van meetkundige weergaven, noch van wiskundige notatie gebruik maakten zien van 95% in 1892 tot 5,3% in 1990. Een onderzoek uit 2007 van tien van de top economische tijdschriften constateerde dat in slechts 5,8% van de artikelen, die in de jaren 2003 en 2004 werden gepubliceerd, zowel een statistische analyse van data ontbrak en dat er ook geen wiskundige uitdrukkingen in werden getoond, die met getallen in de marge van de pagina werden geïndexeerd.

## Econometrie
Tussen de beide wereldoorlogen leidden vooruitgang in de wiskundige statistiek en een kader van wiskundig opgeleide economen tot de ontwikkeling van de econometrie als wetenschap. Econometrie was de voorgestelde naam voor de discipline, die de economie vooruit moest helpen door gebruik te maken van wiskunde en statistiek. Binnen de economie wordt "econometrie" vaak gebruikt voor statistische methoden en niet zozeer voor de wiskundige economie. Statistische econometrie houdt de toepassing van lineaire regressie en tijdreeksanalyse op economische gegevens in.
Ragnar Frisch bedacht het woord "econometrie" en hielp zowel in 1930 bij de oprichting van de Econometric Society als ook in 1933 bij de stichting van het economisch tijdschrift, Econometrica.
Een student van Frisch, Trygve Haavelmo publiceerde in 1944 The Probability Approach in Econometrics. In dat artikel beweerde Haavelmo dat nauwkeurige statistische analyse kan worden gebruikt als een instrument om wiskundige theorieën over economische actoren te valideren met gegevens uit complexe bronnen. Deze koppeling van de statistische analyse van systemen aan de economische theorie werd in de jaren 1930 en 1940 ook gepropageerd door de Cowles-Commissie (nu de Cowles Foundation).

## Beoefenaren
Prominente wiskundige economen zijn en waren onder andere:

### 19e eeuw
- Enrico Barone
- Antoine-Augustin Cournot
- Francis Ysidro Edgeworth
- Irving Fisher
- William Stanley Jevons
- Vilfredo Pareto
- Johann Heinrich von Thünen
- Léon Walras

### 20e eeuw
- R.G.D. Allen
- Maurice Allais
- Kenneth J. Arrow
- Robert J. Aumann
- Yves Balasko
- David Blackwell
- George B. Dantzig
- Gérard Debreu
- Jacques H. Drèze
- David Gale
- Frank Hahn
- John C. Harsanyi
- John R. Hicks
- Werner Hildenbrand
- Harold Hotelling
- Leonid Hurwicz
- Leonid Kantorovich
- Tjalling Koopmans
- Harold W. Kuhn
- Edmond Malinvaud
- Andreu Mas-Colell
- Eric Maskin
- James Mirrlees
- Roger Myerson
- John Forbes Nash Jr.
- John von Neumann
- Edward C. Prescott
- Roy Radner
- Frank Ramsey
- Paul Samuelson
- Thomas Sargent
- Leonard J. Savage
- Reinhard Selten
- Amartya Sen
- Stephen Smale
- Robert Solow
- Hugo F. Sonnenschein
- Albert W. Tucker
- Abraham Wald

## Voetnoten
1. ↑  Herstein, I.N. (October 1953). Some Mathematical Methods and Techniques in Economics. Quarterly of Applied Mathematics 11 (3): 249, 252, 260 (American Mathematical Society). ISSN: 1552-4485. , pp. 249-62.
2. ↑  Weintraub, E. Roy (2008). "Mathematics and economics," The New Palgrave Dictionary of Economics, 2nd Edition. Abstract.
   • _____ (2002). How Economics Became a Mathematical Science. Duke University Press. Description en preview.
3. ↑  Nicholson, Walter, Snyder, Christopher (2007). Intermediate Microeconomics and Its Applications, 10th. Thompson, "General Equilibrium and Welfare", 364, 365. ISBN 0324319681.
4. ↑  Metzler, Lloyd (1948). Review of Foundations of Economic Analysis. American Economic Review 38 (5): 905–910 (The American Economic Review, Vol. 38, No. 5). ISSN: 0002-8282.
5. ↑  Neumann, J. von (1937). "Über ein ökonomisches Gleichungssystem und ein Verallgemeinerung des Brouwerschen Fixpunktsatzes," Ergebnisse eines Mathematischen Kolloquiums, 8, blz. 73-83, vertaald en gepubliceerd in 1945-1946, als "A Model of General Equilibrium," Review of Economic Studies, 13, blz. 1-9.
6. ↑  M. Padberg, Linear Optimization and Extensions, Tweede editie, Springer-Verlag, 1999.
7. ↑  Dantzig, George B. ([1987] 2008). "Linear programming," The New Palgrave Dictionary of Economics, 2e editie. samenvatting.
8. ↑  Brockhaus, Oliver, Farkas, Michael Ferrari, , Andrew, Long, Douglas, Overhaus, Marcus, Equity Derivatives en Market Risk Models, Risk Books, 2000, blz. 13-17, ISBN 9781899332878, zie hier
9. ↑  Liner, Gaines H. (2002). Core Journals in Economics. Economic Inquiry 40 (1): 140 (Oxford University Press). DOI: 10.1093/ei/40.1.138.
10. ↑  Stigler, George J., Stigler, Steven J.; Friedland, Claire (April 1995). The Journals of Economics. Journal of Political Economy 103 (2): 339 (The University of Chicago Press). ISSN: 0022-3808.
11. ↑  Stigler et al.. beoordeelde tijdschriftartikelen in de kern economische tijdschriften (zoals door de auteurs gedefinieerd, maar in het algemeen niet-gespecialiseerde tijdschriften) in de 20e eeuw. Tijdschriftartikelen die op enig moment een meetkundige weergave of wiskundige notatie gebruikten werden genoteerd als dat niveau van wiskunde gebruikende als het "hoogste niveau van wiskundige techniek". De auteurs verwijzen naar "verbale technieken" als die welke het onderwerp van het artikel voor het voetrlicht brachten zonder daarbij gebruik te maken van meetkundige, algebraïsche of calculusnotatie.
12. ↑  Stigler et al.., p. 342
13. ↑  Sutter, Daniel en Rex Pjesky."Where Would Adam Smith Publish Today?: The Near Absence of Math-free Research in Top Journals" (May 2007). Volume 4, Issue 2, May 2007 · Econ Journal Watch
14. ↑   Arrow, Kenneth J. (April 1960). The Work of Ragnar Frisch, Econometrician. Econometrica 28 (2): 175–192 (Blackwell Publishing). ISSN: 0012-9682.
15. ↑  Bjerkholt, Olav (July 1995). Ragnar Frisch, Editor of Econometrica 1933-1954. Econometrica 63 (4): 755–765 (Blackwell Publishing). ISSN: 0012-9682.
16. ↑  Lange, Oskar (1945). The Scope and Method of Economics. Review of Economic Studies 13 (1): 19–32 (The Review of Economic Studies Ltd.). ISSN: 0034-6527.
17. ↑  Aldrich, John (January 1989). Autonomy. Oxford Economic Papers 41 (1, History and Methodology of Econometrics): 15–34 (Oxford University Press). ISSN: 0030-7653.